# Zlatá studňa
Zlatá studňa (1265 m n.p.m., pol. Złote Źródło) – czwarty co do wysokości szczyt w grupie górskiej Gór Kremnickich w Centralnych Karpatach Zachodnich, na Słowacji.

## Położenie
Zlatá studňa leży w głównym ciągu tzw. grzbietu Flochovej, ok. 3 km na południowy wschód od Skałki. Wraz z Velestúrem i szczytem Lopúchový vrch (1196 m n.p.m.) stanowi południowe zakończenie grzbietu Flochovej, który dalej rozgałęzia się na szereg odnóg opadających ku dolinie Hronu.

## Geologia i morfologia
Zlatá studňa jest fragmentem stratowulkanicznej struktury grzbietu Flochovej. Zbudowana jest w większości z andezytów i ich piroklastyki. Rzeźba masywu jest dość łagodna. Stoki wschodnie są nieco bardziej strome niż zachodnie. Sam szczyt stanowi wyraźne, choć niezbyt imponujące wzniesienie w dość zrównanym i szerokim w tym miejscu grzbiecie.
W kierunku wschodnim, ponad miejscowość Králiky, odchodzi od szczytu Zlatej studni krótkie, lecz dość mocno rozczłonkowane ramię ze szczytem Horná roveň (1076 m n.p.m.). Podobne, lecz nieco mniej masywne ramię górskie odchodzi od szczytu na zachód, ponad zamknięcie doliny Pod čerešňou.

## Przyroda ożywiona
Cały masyw jest całkowicie zalesiony. Przeważają lasy bukowe z domieszką jodły, świerka i jaworu. Miejscami występują sztucznie nasadzone, lite świerczyny.

## Turystyka
Przez szczyt, głównym grzbietem pasma, przebiega czerwono znakowany, dalekobieżny szlak turystyczny Cesta hrdinov SNP:
- od północy, z Przełęczy Králickiej 1 godz. 5 min (z powrotem 55 min);
- od południa, z wierchu Velestúr 25 min (z powrotem 25 min).